# Liam Fraser
Liam Fraser (Toronto, Ontario, 13 de febrero de 1998) es un futbolista canadiense que juega de centrocampista en el Reading F. C. de la League One.

## Trayectoria
Formado en las inferiores del Vancouver Whitecaps FC y desde el año 2013 en el Toronto FC, Fraser fue promovido al Toronto FC II en 2015, y disputó 10 encuentros en su primera temporada en la USL.
Firmó su primer contrato con el club el 9 de febrero de 2016, y después de tres temporada en el segundo equipo, subió al primer equipo de la MLS el 19 de enero de 2018. Debutó el 14 de abril de 2018 contra los Colorado Rapids.
En mayo de 2021 fue cedido al Columbus Crew S. C. hasta el final de la temporada. A final de año quedó libre tras expirar su contrato con el equipo canadiense. Entonces optó por probar fortuna en el fútbol europeo y firmó con el K. M. S. K. Deinze belga. Allí estuvo un par de temporadas y en agosto de 2023 regresó a la Major League Soccer para jugar en el F. C. Dallas.
El 3 de febrero de 2025 se hizo oficial su vuelta al fútbol europeo después de firmar por el Crawley Town F. C. para lo que quedaba de campaña. La siguiente continuó en Inglaterra tras fichar por el Reading F. C. en el mes de julio.

## Selección nacional
Internacional en categorías inferiores con Canadá, Fraser disputó el Campeonato Sub-20 de la Concacaf de 2017.
Luego de ser citado a la selección adulta en 2018 y 2019, finalmente debutó con la selección de Canadá el 15 de octubre de 2019 en la victoria por 2-0 contra Estados Unidos.

## Estadísticas
Actualizado al último partido disputado el 3 de mayo de 2025.
| Club                                                                                | Div.          | Temporada     | Liga  | Liga  | Copas nacionales(1) | Copas nacionales(1) | Copas internacionales(2) | Copas internacionales(2) | Total | Total |
| Club                                                                                | Div.          | Temporada     | Part. | Goles | Part.               | Goles               | Part.                    | Goles                    | Part. | Goles |
| ----------------------------------------------------------------------------------- | ------------- | ------------- | ----- | ----- | ------------------- | ------------------- | ------------------------ | ------------------------ | ----- | ----- |
| Toronto F. C. II · Canadá                                                           | 3.ª           | 2015          | 10    | 0     | ―                   | ―                   | ―                        | ―                        | 10    | 0     |
| Toronto F. C. II · Canadá                                                           | 3.ª           | 2016          | 22    | 2     | ―                   | ―                   | ―                        | ―                        | 22    | 2     |
| Toronto F. C. II · Canadá                                                           | 2.ª           | 2017          | 20    | 0     | ―                   | ―                   | ―                        | ―                        | 20    | 0     |
| Toronto F. C. II · Canadá                                                           | 2.ª           | 2018          | 10    | 0     | ―                   | ―                   | ―                        | ―                        | 10    | 0     |
| Toronto F. C. II · Canadá                                                           | 3.ª           | 2019          | 2     | 0     | ―                   | ―                   | ―                        | ―                        | 2     | 0     |
| Toronto F. C. II · Canadá                                                           | Total club    | Total club    | 64    | 2     | 0                   | 0                   | 0                        | 0                        | 64    | 2     |
| Toronto F. C. · Canadá                                                              | 1.ª           | 2018          | 10    | 0     | 2                   | 0                   | ―                        | ―                        | 12    | 0     |
| Toronto F. C. · Canadá                                                              | 1.ª           | 2019          | 9     | 0     | 2                   | 0                   | ―                        | ―                        | 11    | 0     |
| Toronto F. C. · Canadá                                                              | 1.ª           | 2020          | 14    | 0     | ―                   | ―                   | ―                        | ―                        | 14    | 0     |
| Toronto F. C. · Canadá                                                              | 1.ª           | 2021          | 1     | 0     | ―                   | ―                   | 1                        | 0                        | 2     | 0     |
| Toronto F. C. · Canadá                                                              | Total club    | Total club    | 34    | 0     | 4                   | 0                   | 1                        | 0                        | 39    | 0     |
| Columbus Crew S. C. Estados Unidos                                                  | 1.ª           | 2021          | 23    | 0     | ―                   | ―                   | ―                        | ―                        | 23    | 0     |
| Columbus Crew S. C. Estados Unidos                                                  | Total club    | Total club    | 23    | 0     | 0                   | 0                   | 0                        | 0                        | 23    | 0     |
| K. M. S. K. Deinze · Bélgica                                                        | 2.ª           | 2021-22       | 10    | 0     | ―                   | ―                   | ―                        | ―                        | 10    | 0     |
| K. M. S. K. Deinze · Bélgica                                                        | 2.ª           | 2022-23       | 26    | 0     | 1                   | 0                   | ―                        | ―                        | 27    | 0     |
| K. M. S. K. Deinze · Bélgica                                                        | Total club    | Total club    | 36    | 0     | 1                   | 0                   | 0                        | 0                        | 37    | 0     |
| F. C. Dallas Estados Unidos                                                         | 1.ª           | 2023          | 10    | 0     | ―                   | ―                   | ―                        | ―                        | 10    | 0     |
| F. C. Dallas Estados Unidos                                                         | 1.ª           | 2024          | 18    | 1     | 1                   | 0                   | 0                        | 0                        | 19    | 1     |
| F. C. Dallas Estados Unidos                                                         | Total club    | Total club    | 28    | 1     | 1                   | 0                   | 0                        | 0                        | 29    | 1     |
| Crawley Town F. C. Inglaterra                                                       | 3.ª           | 2024-25       | 16    | 0     | ―                   | ―                   | ―                        | ―                        | 16    | 0     |
| Crawley Town F. C. Inglaterra                                                       | Total club    | Total club    | 16    | 0     | 0                   | 0                   | 0                        | 0                        | 16    | 0     |
| Reading F. C. Inglaterra                                                            | 3.ª           | 2025-26       | 0     | 0     | 0                   | 0                   | ―                        | ―                        | 0     | 0     |
| Reading F. C. Inglaterra                                                            | Total club    | Total club    | 0     | 0     | 0                   | 0                   | 0                        | 0                        | 0     | 0     |
| Total carrera                                                                       | Total carrera | Total carrera | 201   | 3     | 6                   | 0                   | 1                        | 0                        | 208   | 3     |
| (1) Incluye datos del Campeonato Canadiense, la Copa de Bélgica y la U.S. Open Cup. |               |               |       |       |                     |                     |                          |                          |       |       |

## Palmarés

### Títulos nacionales
| Título                | Club       | País   | Año  |
| --------------------- | ---------- | ------ | ---- |
| Campeonato Canadiense | Toronto FC | Canadá | 2018 |